# Woven
Woven ist ein Jazzalbum von Jeremy Pelt. Die am 11. und 12. September 2024 im Studio GB’s Juke Joint, Long Island City, entstandenen Aufnahmen erschienen am 31. Januar 2025 auf HighNote Records.

## Hintergrund
Der Trompeter Jeremy Pelt arbeitete auf dem Album Woven mit einer Band aus jungen Musikern – Jalen Baker am Vibraphon, Misha Mendelenko an der Gitarre, Leighton Harrell am Bass und Jared Spears am Schlagzeug. Die Stücke sind mit einer Ausnahme Pelts Eigenkompositionen, bei zwei Stücken wird Baker als Co-Autor genannt. Hinzu kam Marie Ann Hedonia, eine Live-Elektronikerin aus Baltimore. Sie steuerte modulare Synthesizer-Atmosphären zu vier Stücken bei, darunter „Rhapsody“, das auch elektronisch modifizierte Vocals von Mar Vilaseca enthält.

## Titelliste
- Jeremy Pelt: Woven (HighNote Records, Inc. HCD 7363)[1]

1. Prologue: Invention #1 (Baker/Pelt) – 2:14
2. Rhapsody – 6:54
3. Afrofuturism – 5:16
4. 13/14 – 4:52
5. Dreamcatcher – 6:52
6. Michelle – 5:17
7. Fair Weather (Kenny Dorham) – 4:44
8. Invention #2 / Back Conscience (Baker/Pelt) – 9:29
9. Labryrinth – 4:34

Sofern nicht anders angegeben, stammen die Kompositionen von Jeremy Pelt.

## Rezeption
Nach Ansicht von Phil Freeman, der das Album in Stereogum/Ugly Beauty rezensierte, ist Woven ein faszinierendes künstlerisches Statement. Pelt habe den Ruf eines Traditionalisten, eines Musikers, der in der Tradition talentierter Vorfahren wie Freddie Hubbard oder Terence Blanchard steht. Aber er sei schon immer viel mehr als das gewesen. Er habe mehrere Alben gemacht, die elektronische Elemente einbeziehen, eines mit einer Band aus zwei Schlagzeugern, eine Platte mit einem Streichquartett und außerdem andere Experimente. Im Grunde würde man nie genau wissen, was man bekommt, wenn Jeremy Pelt eine Platte macht, außer dass er die Trompete wie verrückt spielen wird. Das Material sei in einem anspruchsvollen akustischen Jazz-Stil geschrieben, der Fans von Hubbard, Blanchard, Woody Shaw, Terell Stafford und anderen gefallen dürfte. Pelts eigenes Spiel, inmitten der subtilen Elektronik und des hart swingenden akustischen Hintergrunds, habe die Fülle und das melodische Gespür Donald Byrds aus der Disco-Ära. Dies sei eine wunderschöne und aufregende Platte, die das „Modernste“ in den Modern Jazz bringe.
Pelt selbst sei ein agiler Spieler, der sowohl zu feuriger Deklamation als auch zu komplexer Intimität fähig ist und dabei immer melodisch und zugänglich bleibe. Auf Woven würde er die Veränderungen einläuten, bleibe aber seiner Muse treu, schrieb Sarah Mitchell im Observer. Letztlich bedeute das eine überarbeitete Besetzung, die neben frischem Material vier frühere Kompositionen neu aufgreife und seine übliche Klavierbegleitung durch Vibraphon und Gitarre eintauscht. Während die Synthesizerspielerin Marie-Ann Hedonia über den Eröffnungs-Prolog hinaus eher eine schattenhafte Präsenz zeige, seien es die Beiträge in „Rhapsody“ und „Afrofuturism“, wo Gitarrist Misha Mendelenko und Vibraphonist Jalen Baker ihr beeindruckendes Können zeigen können. Die offensichtliche Gelassenheit der Band spiegle die [Erfahrung von] drei Tourneen wider, die sie bereits unternommen hat.
Das Album gelangte lediglich auf Position 50 der Halbjahresliste (1/2025) des Francis Davis Jazz Critics Poll.